# Florian Trinks
Florian Trinks (Gera, 1992. március 11. –) német labdarúgó, korábban  a SpVgg Greuther Fürth támadó középpályása a Bundesliga II-ben. 2016 és 2017 között másfél idényen át a Ferencvárosi TC játékosa.

## Pályafutása

### SpVgg Greuther Fürth
Első gólját a 2012–13-as Bundesliga-szezon utolsó fordulójában lőtte az FC Augsburg ellen.
Pályafutásának emlékezetes eseménye volt, amikor 2013. december 8-án egy Sandhausen elleni mérkőzésen a játékvezető gólt ítélt, Trinks azonban jelezte, kézzel ért a labdához, így a gól érvénytelen. Ezért a megmozdulásáért később fair play-díjat kapott.

### Ferencvárosi TC
2016. január 21-én szerződtette Trinkset a Ferencvárosi TC.  A 2015–2016-os NB I-es bajnokság második felében 12 bajnokin egyszer talált a hálóba, összesen 27 tétmérkőzésen öt gól és három gólpassz volt a mérlege és a zöld-fehér csapattal bajnoki címet valamint kupagyőzelmet ünnepelhetett. A következő idény őszi felének a végén Thomas Doll elküldte az első csapat keretétől Trinkset, aki addig tíz bajnokin háromszor volt eredményes a bajnokságban. Járt próbajátékon az Aue csapatánál 2017 januárjában, végül a lejáró szerződését nem hosszabbították meg és 2017 nyarán a német harmadosztályú Chemnitzer FC-hez írt alá két évre.

### Válogatott
Részt vett a 2009-es U17-es labdarúgó-Európa-bajnokságon, ahol aranyérmet szerzett a Német válogatottal. A döntőben Hollandia ellen ő lőtte a hosszabbításban a győztes gólt.

## Sikerei, díjai
Ferencváros
- Magyar bajnok: 2016
- Magyar kupagyőztes: 2016, 2017
- Magyar szuperkupa-győztes: 2016